# Ignacy Potocki

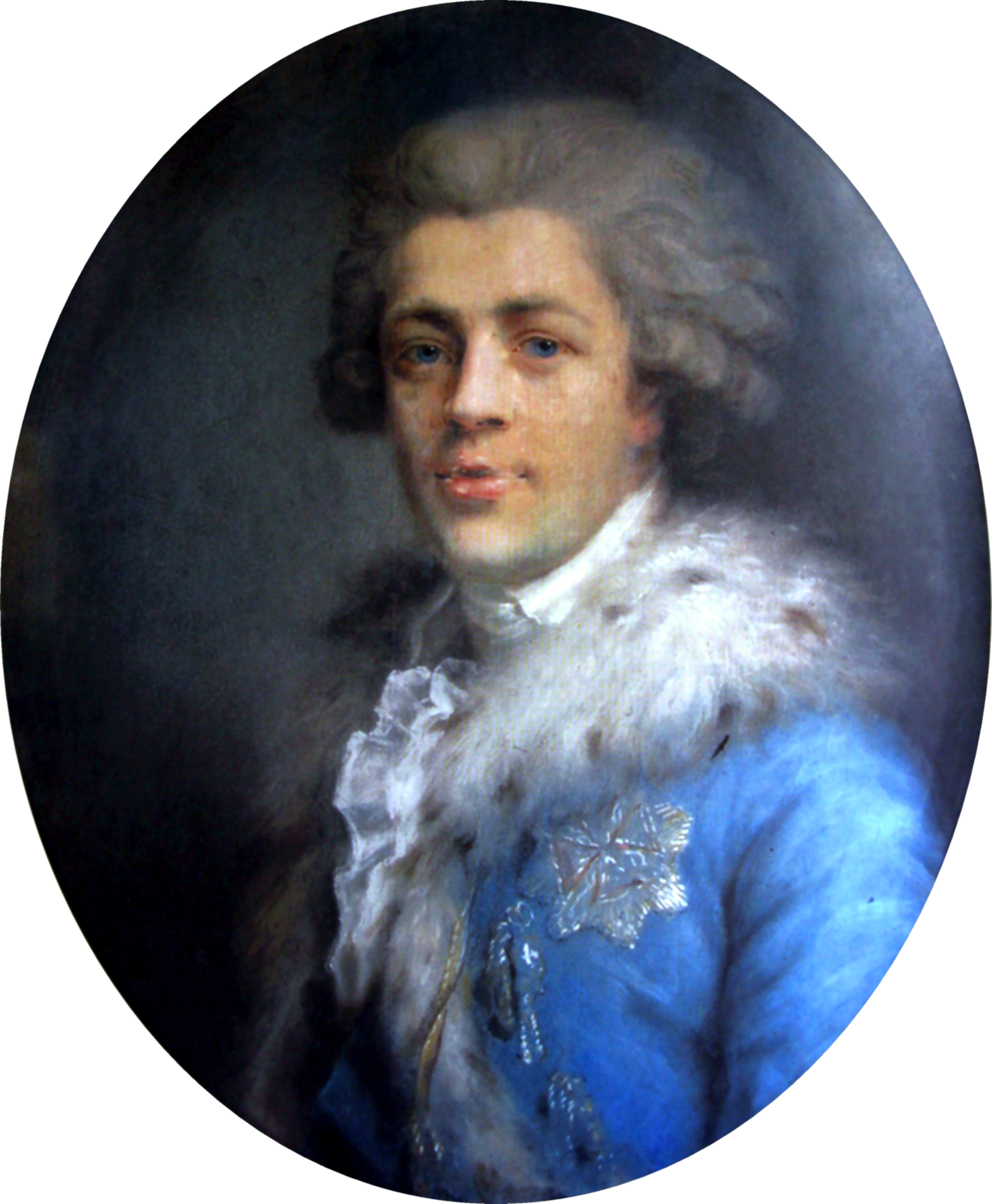
Ignacy Potocki.

Roman Ignacy Franciszek Potocki, född 28 februari 1750 i Radzyń Podlaski, död 30 augusti 1809 i Wien, var en polsk greve, stormarskalk av Litauen. Han var kusin till Stanisław Szczęsny Potocki och bror till Stanisław Kostka Potocki. 
Potocki tillhörde ätten Potockis  "primaslinje" och var kusinens politiske motståndare. Han stod redan 1788 i spetsen för det fosterländska reformpartiet. Hans verk var till stor del konstitutionen av den 3 maj 1791. Under befrielsekriget 1794 var han överhuvud för Polens politik, men föll i de segrande ryssarnas våld, fördes till Schlüsselburg och frigavs först 1796. Efter den tiden levde han på sina gods i Galizien, tills Napoleon I:s polska politik väckte hans förhoppningar och åter kallade honom till politisk verksamhet. I spetsen för ombuden från hertigdömet Warszawa begav han sig till Napoleon i Wien, men avled där.

## Fotnoter
1. 1 2  Encyclopædia Britannica, Encyclopædia Britannica Online-ID: biography/Ignacy-Potockitopic/Britannica-Online, läst: 9 oktober 2017.[källa från Wikidata]
2. ↑  Internetowy Polski Słownik Biograficzny, Internetowy Polski Słownik Biograficzny-ID: roman-ignacy-franciszek-h-pilawa-potocki.[källa från Wikidata]
3. ↑  Sejm-Wielki.pl profil-ID: 15.105.440.[källa från Wikidata]
4. 1 2  Potocki, Ignaz, vol. 23, Biographisches Lexikon des Kaiserthums Oesterreich, s. 159.[källa från Wikidata]
5. 1 2  Józef Wolff (red.), Senatorowie i dygnitarze Wielkiego Księstwa Litewskiego 1386—1795, 1885, s. 172, läs online.[källa från Wikidata]
6. ↑  Józef Wolff (red.), Senatorowie i dygnitarze Wielkiego Księstwa Litewskiego 1386—1795, 1885, s. 280, läs online.[källa från Wikidata]
7. 1 2  Stanisław Ptaszycki, Dostojnicy Litewscy: rozbiór krytyczny i uzupełnienie dzieła Józefa Wolffa "Senatorowie i dygnitarze Wielkiego Księstwa Litewskiego (1388―1795)", Kraków, 1885, Ateneum, 1886, s. 9, läs online.[källa från Wikidata]
8. ↑  Józef Wolff (red.), Senatorowie i dygnitarze Wielkiego Księstwa Litewskiego 1386—1795, 1885, s. 183, läs online.[källa från Wikidata]